# Szabótelep (Pesterzsébet)
Szabótelep (2012-ig Pesterzsébet-Szabótelep) Budapest egyik városrésze a XX. kerületben.

## Fekvése
Határai: Szent Imre herceg utca a Nagysándor József utcától – Virág Benedek utca – Átlós utca – Vágóhíd utca – Tinódi utca – Vörösmarty utca – Nagysándor József utca a Szent Imre herceg utcáig.

## Története
Egy 1848-as honvéd, Szabó József (1830 - 1911) tímármester felparcelláztatta és 300 négyszögöles telkekként eladta 104 holdas földjét. Az itt kialakult lakóterület az ő nevét viseli.
Ez mai viszonylatban 1080 négyzetméterenkénti telekeladás a teljes 448 760 négyzetméteren.
2012. december 12-én nevét Pesterzsébet-Szabótelepről lerövidítették Szabótelepre.